# Gellu Dorian
Gellu Dorian. (n. 13 octombrie 1953, Coșula Jud. Botoșani) este un scriitor român. Membru al Uniunii Scriitorilor din România.

## Date biografice
- Gellu Dorian  s-a născut în ziua 13 octombrie, anul 1953 la Botoșani. Profesia: bibliotecar; în prezent referent de specialitate la sectorul literatura-teatru al Centrului județean de conservare și valorificare a tradiției și creației populare Botoșani; redactor șef al revistei de cultura „Hyperion - Caiete botoșănene“, redactor șef și consilier editorial al Editurii „Axa“ Botoșani; președintele Fundației Culturale „Hyperion - Caiete botoșănene“ Botoșani; director de programe al Societății Culturale „Dacia Revival International“ New York; membru în colegiile de redacție ale revistelor: „Convorbiri literare”, „Poezia”, „Caietele de la Durau”. Inițiatorul colecției de poezie „La steaua - Poeți optzeciști”, Editura „Axa” Botoșani. Inițiatorul Premiului Național de Poezie „Mihai Eminescu”, acordat în fiecare 15 ianuarie la Botoșani. Este un scriitor botoșănean.

## Debut literar
- 6 august 1972 în revista „România literara“, sub pseudonimul George Dor, sub girul lui Geo Dumitrescu.

## Debut editorial
- 1974, în Caietul debutanților, Editura „Eminescu“.

## Volume publicate
- Esopia, Editura Albatros (1981)
- Poeme introductive, Editura Junimea (1986)
- Pașii Poetului (reportaj-eseu, în colaborare cu Emil Iordache), Editura Sport-Turism (1989)
- Elegiile dupa Rilke, Editura Moldova (1993)
- În căutarea poemului pierdut, Editura Axa (1995)
- În absența iubirii (antologie de autor), Editura Helicon (1996),
- Scriitorul (roman), Editura Helicon (1996)
- Poeme golănești, Editura Cartea Românească (1997)
- Infernul migrator (în seria La Steaua - poeți în căutarea poemului pierdutptzeciști), Editura Axa (1997)
- Tineri poeți români de dincolo de Styx (antologie cu note și articole despre cei incluși, cuprinzând 31 de poeți români născuți după 1940 și morti până în 44 de ani), Editura Timpul (1998)
- Poesia mirabilis, Editura Junimea (1999)
- Poezia mirabilis (II), Editura Timpul (2000)
- Pașii Poetului (ediția a II-a), Editura Timpul, (2000)
- Cațavencii (piese de teatru), Editura Timpul, Iași (2001)
- Singur în fața lui Dumnezeu, Editura Augusta (2001)
- Un poet la New York, Editura Dacia, Cluj Napoca (2002)
- Cafeneaua Kafka, Editura Cartea Romanească (2003)
- Eranos (antologie de autori), Editura Junimea, Iași (2003)
- Cartea fabuloasă (roman), Editura Cartea Romaneasca (2003)
- Sfârșitul sau momente din viața unui om falsificat (roman), Editura Eikon, Cluj Napoca (2003)
- Cartea tăcută (antologie, în Colectia Hyperion), Editura Cartea Romanească (2004)
- Insula Matriochka (roman), Editura Paralela 45, Pitești (2005)
- Împotriva noastră (roman), Editura Cartea Romanească (2005)
- Cititorul de poezie (critică literarâ), Editura revistei Convorbiri literare (2008)

## Premii și distincții
- Premiul Colocviilor de poezie de la Târgu Neamț (1986)
- Premiul SLAST - Singurătatea in fața lupei (1986)
- Premiul Asociației Scriitorilor din Iași (1993)
- Premiul Colocviilor de Poezie de la Piatra Neamț (1993)
- Premiul Societăților Scriitorilor bucovineni (1993)
- Premiul Uniunii Scriitorilor din Republica Moldova (1993)
- Premiul Nichita Stănescu al Serilor de Poezie de la Desești, Sighetu Marmației (1994)
- Premiul Agora (1994)
- Premiul Asociației Scriitorilor din Iași (1996);
- Premiul Salonului internațional de carte de la Oradea (1997)
- Premiul Ion Iuga la Colocviile de poezie de la Sighetu Marmației (1997)
- Premiul pentru cea mai bună carte a anului la colocviile de poezie de la Deva (2000)
- Premiul revistei Poesis, la Galele APLER, Cîmpina (2000)
- Premiul „Frontiera Poesis” Satu Mare (2001)

## Prezent în traduceri
- Niemandsinsel (Insula Nimănui), ediție bilingvă, româno-germană, traducere Christian W. Schenk Editura Dionysos, - Kastellaun -, Germania (1998) ISBN 3-933427-00-2
- Streiflicht - Eine Anthologie - (81 rumänische Autoren), Eine Auswahl zeitgenössischer rumänischer Lyrik, ins Deutsche übertragen von Christian W. Schenk, Dionysos Verlag (Germany), Kastellaun, 1994, ISBN 3-9803871-1-9, Ed. II, ISBN 3-978-19802403-4-1
- Pieta - Eine Auswahl rumänischer Lyrik, Trad: Christian W. Schenk, Dionysos, Boppard, 2018, ISBN 9781977075666
- Der Müde Mann /Gedichte, (Omul obosit /poezii, Herausgeber/Editor und/și Übersetzer/Traducător: Christian W. Schenk, © Alle Rechte vorbehalten ISBN 9781693137303, Imprint: Independently published, Dionysos – 2019, 56154 Boppard.